# Campeonato Mundial de Xadrez Juvenil e Cadete
O Campeonato Mundial de Xadrez Juvenil e Cadete é uma competição de xadrez para meninas e meninos menores de 8, 10, 12, 14, 16 e 18 anos. Doze campeões mundiais são coroados todos os anos. 
O campeonato iniciou-se, de forma não oficial, em 1974, na França, para jogadores menores de 18 anos. As edições de 1975 e 1976 também tiveram uma única categoria sub-18. A edição de 1976 contou com jogadores bastante jovens, como Garry Kasparov e Julian Hodgson (ambos então com 13 anos de idade). Em 1977, a FIDE reconheceu a competição como o Campeonato Mundial de Cadetes para jogadores menores de 17 anos. Em 1981, o limite de idade foi reduzido para menores de 16 anos, aplicável no início do ano em que o campeonato fosse disputado. Foi também o ano em que se disputou o primeiro campeonato feminino sub-16. 
Em 1979, Ano Internacional da Criança, foi disputada a primeira edição da Copa Mundial Infantil para menores de 14 anos. Esta copa teve quatro edições, 1979, 1980, 1981 e 1984. Em 1985, o evento sub-14 foi incluído na primeira edição do Festival Mundial de Xadrez Juvenil pela Paz. Posteriormente, foram introduzidas as categorias de idade sub-10, sub-12 e sub-18. Em 1987 o festival incluiu as seções sub-10, sub-12, sub-14 e sub-18, enquanto o sub-16 foi realizado separadamente. Em 1988, o sub-16 foi incorporado, mas o sub-18 foi disputado separadamente. Apenas em 1989 o festival incluiu todas as cinco categorias por idade em uma mesma competição. Mais tarde, o sub-16 e o sub-18 foram disputados separadamente dos sub-10, sub-12 e sub-14 em algumas ocasiões, como foi o caso de 1990, 1991, 1995 e 1997. Em 1997, o nome do torneio foi alterado para Campeonato Mundial de Xadrez Juvenil. A categoria de menores de 8 anos foi introduzida pela primeira vez em 2006. 
Desde 2015, o evento foi dividido em "Campeonato Mundial de Xadrez de Cadetes" (categorias sub-8, sub-10 e sub-12) e "Campeonato Mundial Juvenil de Xadrez" (categorias sub-14, sub-16 e sub-18). Em 2015 ambos os eventos foram realizados no mesmo local sob o nome de "Campeonato Mundial de Xadrez Juvenil e Cadete".

## Vencedores

### Campeonato sub-18
| Ano  | Local               | Campeonato masculino            | Campeonato feminino   |
| ---- | ------------------- | ------------------------------- | --------------------- |
| 1974 | Pont-Sainte-Maxence | Jonathan Mestel                 | não disputado         |
| 1975 | Creil               | David Goodman                   | não disputado         |
| 1976 | Wattignies          | Nir Grinberg                    | não disputado         |
| 1977 | Cagnes-sur-Mer      | Jon Arnason                     | não disputado         |
| 1978 | Sas van Gent        | Paul Motwani                    | não disputado         |
| 1979 | Belfort             | Marcelo Tempone                 | não disputado         |
| 1980 | Le Havre            | Valerij Salov                   | não disputado         |
| 1987 | San Juan            | Gustavo Hernandez               | Hulda Figueroa        |
| 1988 | Aguadilla           | Michael Hennigan                | Amelia Hernández      |
| 1989 | Aguadilla           | Vladimir Hakobyan               | Katrin Aladžova       |
| 1990 | Singapore           | Sergej Tivjakov                 | Elena Radu-Cosma      |
| 1991 | Guarapuava          | Vladimir Kramnik                | Nataša Strizak        |
| 1992 | Duisburg            | Konstantin Sakaev               | İlahə Qədimova        |
| 1993 | Bratislava          | Zoltán Almási                   | İlahə Qədimova        |
| 1994 | Szeged              | Petr Svidler                    | Inna Haponenko        |
| 1995 | Guarapuava          | Robert Kempinski                | Corina Peptan         |
| 1996 | Cala Galdana        | Rafael Leitão                   | Marta Zielińska       |
| 1997 | Erevan              | Ruslan Ponomariov               | Rusudan Goletiani     |
| 1998 | Oropesa del Mar     | Nicholas Pert                   | Ruth Sheldon          |
| 1999 | Oropesa del Mar     | Dmitrij Kokarev                 | Aarthie Ramaswamy     |
| 2000 | Oropesa del Mar     | Francisco Vallejo Pons          | Zeynəb Məmmədyarova   |
| 2001 | Oropesa del Mar     | Dmitri Jakovenko                | Sopio Gvetadze        |
| 2002 | Heraklion           | Ferenc Berkes                   | Elisabeth Pähtz       |
| 2003 | Porto Carras        | Shakkriyar Mamediarov           | Nana Dzagnidze        |
| 2004 | Heraklion           | Radosław Wojtaszek              | Jolanta Zawadzka      |
| 2005 | Belfort             | Ildar Khairullin                | Maka Purtseladze      |
| 2006 | Batumi              | Arik Braun                      | Harika Dronavalli     |
| 2007 | Antalya             | Ivan Popov                      | Valentina Gunina      |
| 2008 | Vũng Tàu            | Ivan Šarić                      | Valentina Golubenko   |
| 2009 | Antalya             | Maksim Matlakov                 | Olga Girja            |
| 2010 | Porto Carras        | Steven Zierk                    | Nərmin Kazımova       |
| 2011 | Caldas Novas        | Samvel Ter-Sahakyan             | Meri Arabidze         |
| 2012 | Maribor             | Dariusz Świercz                 | Aleksandra Gorjačkina |
| 2013 | Alaine              | Pouya Idani                     | Lidia Tomnikova       |
| 2014 | Durban              | Oleksandr Bortnyk               | Dinara Saduakassova   |
| 2015 | Porto Carras        | Masoud Mosadeghpour             | M. Mahalakshmi        |
| 2016 | Chanty-Mansijsk     | Manuel Petrosyan                | Stavroula Tsolakidou  |
| 2017 | Montevideo          | José Eduardo Martínez Alcántara | Laura Unuk            |
| 2018 | Porto Carras        | Viktor Gazik                    | Polina Shuvalova      |
| 2019 | Mumbai              | Rameshbabu Praggnanandhaa       | Polina Shuvalova      |

### Campeonato sub-16
| Ano  | Local               | Campeonato masculino  | Campeonato feminino     |
| ---- | ------------------- | --------------------- | ----------------------- |
| 1981 | Embalse             | Stuart Conquest       | Susan Polgár [2]        |
| 1982 | Guayaquil           | Evgeni Bareev         | não disputado           |
| 1983 | Bucaramanga         | Alexej Dreev          | não disputado           |
| 1984 | Champigny-sur-Marne | Alexei Dreev          | Ildikó Mádl             |
| 1985 | Petah Tiqwa         | Eduardo Rojas         | Mirjana Marić           |
| 1986 | Río Gallegos        | Vladimir Hakobyan     | Katrin Aladjova         |
| 1987 | Innsbruck           | Hannes Stefansson     | Alisa Galljamova        |
| 1988 | Timișoara           | Alexei Shirov         | Alisa Galljamova        |
| 1989 | Aguadilla           | Sergej Tivjakov       | Krystyna Dąbrowska      |
| 1990 | Singapore           | Konstantin Sakaev     | Tea Lanchava            |
| 1991 | Guarapuava          | Dharshan Kumaran      | Nino Khurtsidze         |
| 1992 | Duisburg            | Ronen Har-Zvi         | Almira Skripchenko      |
| 1993 | Bratislava          | Đào Thiên Hải         | Elina Danielyan         |
| 1994 | Szeged              | Péter Lékó            | Natalja Žukova          |
| 1995 | Guarapuava          | Hrvoje Stević         | Rusudan Goletiani       |
| 1996 | Cala Galdana        | Alik Gershon          | Anna Zozulia            |
| 1997 | Erevan              | Levente Vajda         | Xu Yuanyuan             |
| 1998 | Oropesa del Mar     | Ibraghim Khamrakulov  | Wang Yu                 |
| 1999 | Oropesa del Mar     | Leonid Kritz          | Sopiko Khukhashvili     |
| 2000 | Oropesa del Mar     | Zviad Izoria          | Sopiko Khukhashvili     |
| 2001 | Oropesa del Mar     | Konstantine Shanava   | Nana Dzagnidze          |
| 2002 | Heraklion           | Levan Pantsulaia      | Tamara Čistjakova       |
| 2003 | Porto Carras        | Borki Predojević      | Polina Malyševa         |
| 2004 | Heraklion           | Maxim Rodshtein       | Bela Khotenashvili      |
| 2005 | Belfort             | Alex Lenderman        | Anna Muzyčuk            |
| 2006 | Batumi              | Jacek Tomczak         | Sopiko Guramishvili     |
| 2007 | Antalya             | Ioan Cristian Chirila | Keti Tsatsalashvili     |
| 2008 | Vũng Tàu            | Baskaran Adhiban      | Nazi Paikidze           |
| 2009 | Antalya             | S. P. Sethuraman      | Deysi Cori Tello        |
| 2010 | Porto Carras        | Kamil Dragun          | Nastas'sja Zjazjul'kina |
| 2011 | Caldas Novas        | Jorge Cori            | Nastassia Ziaziulkina   |
| 2012 | Maribor             | Jurij Eliseev         | Anna Stjažkina          |
| 2013 | Alaine              | Murali Karthikeyan    | Gu Tianlu               |
| 2014 | Durban              | Alan Pichot           | Laura Unuk              |
| 2015 | Porto Carras        | Roven Vogel           | Stavroula Tsolakidou    |
| 2016 | Chanty-Mansijsk     | Haik M. Martirosyan   | Hagawane Aakanksha      |
| 2017 | Montevideo          | Andrej Esipenko       | Annie Wang              |
| 2018 | Porto Carras        | Shant Sargsyan        | Annmarie Muetsch        |
| 2019 | Mumbai              | Rudik Makarian        | Leya Garifullina        |

### Campeonato sub-14
| Ano  | Local           | Campeonato masculino      | Campeonato feminino                       |
| ---- | --------------- | ------------------------- | ----------------------------------------- |
| 1985 | Lomas de Zamora | Ilya Gurevich             | Sandra Villegas                           |
| 1986 | San Juan        | Joel Lautier              | Sófia Polgár                              |
| 1987 | San Juan        | Miroslav Marković         | Cathy Haslinger                           |
| 1988 | Timișoara       | Eran Liss                 | Tea Lanchava                              |
| 1989 | Aguadilla       | Veselin Topalov           | Anna Segal                                |
| 1990 | Fond du Lac     | Judit Polgár              | Diana Darčija                             |
| 1991 | Varsóvia        | Marcin Kamiński           | Corina Peptan                             |
| 1992 | Duisburg        | Jurij Tihonov             | Elina Danielian                           |
| 1993 | Bratislava      | Vladimir Malachov         | Ruth Sheldon                              |
| 1994 | Szeged          | Alik Gershon              | Rusudan Goletiani                         |
| 1995 | São Lourenço    | Valeriane Gaprindashvili  | Xu Xuun Yuan                              |
| 1996 | Cala Galdana    | Gabriel Sargsyan          | Wang Yu                                   |
| 1997 | Cannes          | Sergej Grigor'janc        | Ana Matnadze                              |
| 1998 | Oropesa del Mar | Bu Xiangzhi               | Nadežda Kosinceva                         |
| 1999 | Oropesa del Mar | Zachar Jefymenko          | Zhao Xue                                  |
| 2000 | Oropesa del Mar | Oleksandr Areščenko       | Humpy Koneru                              |
| 2001 | Oropesa del Mar | Viktor Erdős              | Salome Melia                              |
| 2002 | Heraklion       | Luka Lenič                | Laura Rogule                              |
| 2003 | Porto Carras    | Sjargej Žygalka           | Valentina Gunina                          |
| 2004 | Heraklion       | Il'dar Chajrullin         | [[Harika Dronavalli\|]] Dronavalli Harika |
| 2005 | Belfort         | Lê Quang Liêm             | Elena Tajrova                             |
| 2006 | Batumi          | Vasif Durarbeyli          | Klaudia Kulon                             |
| 2007 | Antalya         | Sanan Sjugirov            | Nazi Paikidze                             |
| 2008 | Vũng Tàu        | Santosh Gujrathi Vidit    | Padmini Rout                              |
| 2009 | Antalya         | Jorge Cori Tello          | Marsel Efroimski                          |
| 2010 | Porto Carras    | Kanan Izzat               | Dinara Saduakassova                       |
| 2011 | Caldas Novas    | Kirill Alekseenko         | Aleksandra Gorjačkina                     |
| 2012 | Maribor         | Kayden Troff              | M. Mahalakshmi                            |
| 2013 | Alaine          | Li Di                     | Stavroula Tsolakidou                      |
| 2014 | Durban          | Liu Yan                   | Qiyu Zhou                                 |
| 2015 | Porto Carras    | Shamsiddin Vokhidov       | [[R Vaishali\|]] R. Vaishali              |
| 2016 | Chanty-Mansijsk | Lomasov Semen             | Zhu Jiner                                 |
| 2017 | Montevideo      | Dambasuren Batsuren       | D. Jishitha                               |
| 2018 | Porto Carras    | Pedro Antonio Gines Esteo | Kaiyu Ning                                |
| 2019 | Mumbai          | Aydin Suleymanli          | Meruert Kamalidenova                      |

### Campeonato sub-12
| Ano  | Local                  | Campeonato masculino | Campeonato feminino       |
| ---- | ---------------------- | -------------------- | ------------------------- |
| 1986 | San Juan               | Dharshan Kumaran     | Dalines Borges            |
| 1987 | San Juan               | Héðinn Steingrímsson | Yvonne Krawiec            |
| 1988 | Timișoara              | Judit Polgár         | Zhu Chen                  |
| 1989 | Aguadilla              | Marcin Kamiński      | Diana Darčija             |
| 1990 | Fond du Lac            | Boris Avrukh         | Corina Peptan             |
| 1991 | Varsóvia               | Rafael Leitão        | Dalia Blimke              |
| 1992 | Duisburg               | Giorgi Bakhtadze     | Iweta Radziewicz          |
| 1993 | Bratislava             | Evgenij Šapošnikov   | Evgenija Časovnikova      |
| 1994 | Seghedino              | Lewon Aronyan        | Nguyen Thi Dung           |
| 1995 | São Lourenço           | Étienne Bacrot       | Viktorija Čmilytė         |
| 1996 | Cala Galdana           | Kamil Mitoń          | Aleksandra Kostenjuk      |
| 1997 | Cannes                 | Aleksandr Rjazancev  | Zhao Xue                  |
| 1998 | Oropesa del Mar        | Teymur Rəcəbov       | Humpy Koneru              |
| 1999 | Oropesa del Mar        | Wang Yue             | Nana Dzagnidze            |
| 2000 | Oropesa del Mar        | Deep Sengupta        | Atousa Pourkashiyan       |
| 2001 | Oropesa del Mar        | Sergej Karjakin      | Shen Yang                 |
| 2002 | Heraklion              | Jan Nepomnjaščij     | Tan Zhongyi               |
| 2003 | Porto Carras           | Wei Chenpeng         | Ding Yixin                |
| 2004 | Heraklion              | Zhao Nan             | Klaudia Kulon             |
| 2005 | Belfort                | Srinath Narayanan    | Meri Arabidze             |
| 2006 | Batumi                 | Robert Aġasaryan     | Mariam Danelia            |
| 2007 | Antalya                | Daniel Naroditsky    | Marsel Efroimski          |
| 2008 | Vũng Tàu               | Sayantan Das         | Zhai Mo                   |
| 2009 | Antalya                | Bobby Cheng          | Sarasadat Khademalsharieh |
| 2010 | Porto Carras           | Wei Yi               | Iulija Osmak              |
| 2011 | Caldas Novas           | Karthikeyan Murali   | Zhansaya Abdumalik        |
| 2012 | Maribor                | Samuel Sevian        | R. Vaishali               |
| 2013 | Alaine                 | Aram Hakobyan        | Zhao Shengxin             |
| 2014 | Durban                 | Nguyen Anh Khoi      | Jennifer R. Yu            |
| 2015 | Porto Carras           | Mahammad Muradli     | Nurgyul Salimova          |
| 2016 | Batumi                 | Nikhil Kumar         | Bibisara Assaubayeva      |
| 2017 | Poços de Caldas        | Vincent Tsay         | Deshmukh Divya            |
| 2018 | Santiago de Compostela | D. Gukesh            | Shri B. Savitha           |
| 2019 | Weifang                | Zhou Liran           | Galina Mikheeva           |

### Campeonato sub-10
| Ano  | Local                  | Campeonato masculino      | Campeonato feminino       |
| ---- | ---------------------- | ------------------------- | ------------------------- |
| 1986 | San Juan               | Jeff Sarwer               | Julia Sarwer              |
| 1987 | San Juan               | John Viloria              | Suzanna Urminska          |
| 1988 | Timișoara              | Horge Hasbun John Viloria | Corina Peptan             |
| 1989 | Aguadilla              | Irwin Irnandi             | Antoaneta Stefanova       |
| 1990 | Fond du Lac            | Nawrose Farh Nur          | Evelyn Moncayo            |
| 1991 | Varsóvia               | Adrien Leroy              | Carmen Voicu              |
| 1992 | Duisburg               | Luke McShane              | Parvana Ismaïlova         |
| 1993 | Bratislava             | Étienne Bacrot            | Ana Matnadze              |
| 1994 | Szeged                 | Sergej Griščenko          | Svetlana Čeredničenko     |
| 1995 | São Lourenço           | Boris Gračëv              | Alina Moţoc               |
| 1996 | Cala Galdana           | Pentala Harikrishna       | Maria Kursova             |
| 1997 | Cannes                 | Javad Alavi               | Humpy Koneru              |
| 1998 | Oropesa del Mar        | Evgenij Romanov           | Vera Nebolsina            |
| 1999 | Oropesa del Mar        | Dmitrij Andrejkin         | Katerina Lahno            |
| 2000 | Oropesa del Mar        | Nguyen Ngoc Truong Son    | Tan Zhongyi               |
| 2001 | Oropesa del Mar        | Tamas Fodor               | Tan Zhongyi               |
| 2002 | Heraklion              | Eltac Səfərli             | Lara Stock                |
| 2003 | Porto Carras           | Sanan Sjugirov            | Hou Yifan                 |
| 2004 | Heraklion              | Yu Yangyi                 | Meri Arabidze             |
| 2005 | Belfort                | Sahaj Grover              | Wang Jue                  |
| 2006 | Batumi                 | Koushik Girish            | Choletti Sahajasri        |
| 2007 | Antalya                | Wang Tong Sen             | Anna Stjažkina            |
| 2008 | Vũng Tàu               | Jan-Krzysztof Duda        | Aleksandra Gorjačkina     |
| 2009 | Antalya                | Bai Jinshi                | Gunay Mammadzada          |
| 2010 | Porto Carras           | Jason Cao                 | Davaademberel Nominerdene |
| 2011 | Caldas Novas           | Zhu Yi                    | Aleksandra Obolentseva    |
| 2012 | Maribor                | Nguyen Anh Khoi           | N. Priyanka               |
| 2013 | Alaine                 | Awonder Liang             | Saina Salonika            |
| 2014 | Durban                 | Nihal Sarin               | Divya Deshmukh            |
| 2015 | Porto Carras           | Rameshbabu Praggnanandhaa | Ravi Rakshitta            |
| 2016 | Batumi                 | Ilya Makoveev             | Rochelle Wu               |
| 2017 | Poços de Caldas        | Liran Zhou                | Yaqing Wei                |
| 2018 | Santiago de Compostela | Jin Yueheng               | Samantha Edithso          |
| 2019 | Weifang                | Savva Vethokhin           | Alice Lee                 |

### Campeonato sub-8
| Ano  | Local                  | Campeonato masculino   | Campeonato feminino   |
| ---- | ---------------------- | ---------------------- | --------------------- |
| 2006 | Batumi                 | Chennamsetti Mohineesh | Ivana Furtado         |
| 2007 | Antalya                | Konstantin Savenkov    | Ivana Furtado         |
| 2008 | Vũng Tàu               | Tran Minh Thang        | Zhansaya Abdumalik    |
| 2009 | Antalya                | Arian Gholami          | Chu Ruotong           |
| 2010 | Porto Carras           | Gadimbayli Azar        | Li Yunshan            |
| 2011 | Caldas Novas           | Awonder Liang          | Assaubayeva Bibissara |
| 2012 | Maribor                | Nodirbek Abdusattorov  | Motahare Asadi        |
| 2013 | Alaine                 | R. Praggnanandhaa      | Harmony Zhu           |
| 2014 | Durban                 | Ilya Makoveev          | Davaakhuu Munkhzul    |
| 2015 | Porto Carras           | Bharath Subramaniyam   | Le Cam Hien Nguyen    |
| 2016 | Batumi                 | Shageldi Kurbandurdyew | Aisha Zakirova        |
| 2017 | Poços de Caldas        | Aren C. Emrikian       | Alserkal Rouda Essa   |
| 2018 | Santiago di Compostela | Yuvraj Chennareddy     | Zhao Yunqing          |
| 2019 | Weifang                | Artem Lebedev          | Yuan Zhilin           |

## Participações brasileiras[3]

### Sub-18 Masculino
| Ano  | Jogador              | Colocação |
| ---- | -------------------- | --------- |
| 1989 | Roberto Watanabe     | 11º       |
| 1990 | Giovanni Vescovi     | 27º       |
| 1991 | Edmar Fávaro         | 18º       |
| 1993 | Fabiano Prates       | 46º       |
| 1994 | Fábio Moro           | 61º       |
| 1995 | Vinícius Marques     | 22º       |
| 1995 | Giovanni Vescovi     | 28º       |
| 1995 | Emmanuel dos Santos  | 53º       |
| 1995 | Gediel Luchetta      | 55º       |
| 1996 | Rafael Leitão        | campeão   |
| 1996 | Giovanni Vescovi     | 7º        |
| 1997 | Rodrigo Watfe        | --        |
| 1998 | Thiago Bezerra       | 65º       |
| 1999 | Kaiser Mafra         | 84º       |
| 2000 | Kaiser Mafra         | 75º       |
| 2002 | Ricardo Bedin França | 57º       |
| 2003 | Ricardo Bedin França | 42º       |
| 2004 | Ernani Choma         | 35º       |
| 2005 | Alexandr Fier        | 50º       |
| 2010 | Evandro Barbosa      | 62º       |
| 2011 | Lucas Cunha          | 37º       |
| 2015 | Vitor Carneiro       | 15º       |
| 2017 | Davi Gonçalves       | 41º       |
| 2018 | Davi Gonçalves       | 26º       |

### Sub-18 Feminino
| Ano  | Jogadora               | Colocação |
| ---- | ---------------------- | --------- |
| 1989 | Cláudia Montenegro     | 9º        |
| 1990 | Cristiana Carneiro     | 27º       |
| 1991 | Cristina Uchida        | 17º       |
| 1993 | Fernanda Hashizume     | 31º       |
| 1993 | Mônica Kurihara        | 41º       |
| 1994 | Carla Akatsuka         | 61º       |
| 1995 | Tatiana Duarte         | 18º       |
| 1995 | Carla Akatsuka         | 28º       |
| 1996 | Tatiana Ratcu          | 10º       |
| 1998 | Fernanda dos Santos    | 36º       |
| 1999 | Paula Delai            | 25º       |
| 2000 | Marciane Prior         | 37º       |
| 2002 | Rabbith Shitsuka       | 37º       |
| 2003 | Raquel Pértile         | 53º       |
| 2005 | Karina Kanzler         | 40º       |
| 2009 | Ana Paula Oliveira     | 42º       |
| 2010 | Ana Paula Oliveira     | 59º       |
| 2011 | Daphne Jardim          | 26º       |
| 2012 | Rauanda Schultz Santos | 79º       |
| 2013 | Rebeca Schucman        | 79º       |
| 2014 | Larissa Barbosa        | 24º       |
| 2017 | Lesly Berrios          | 26º       |